# Садороб жовтолобий
Садороб жовтолобий (Amblyornis flavifrons) — вид горобцеподібних птахів родини наметникових (Ptilonorhynchidae).

## Поширення
Ендемік Нової Гвінеї. Поширений у горах Фоджа північніше річки Іденбург в індонезійській частині острова. Мешкає у хмарному гірському лісі з переважанням Araucaria та Nothofagus.
Вид описаний у 1895 році, але приблизно 100 років був відомий лише з музейних зразків. У 1981 році птаха вперше спостерігали живим у дикій природі. 31 січня цього року американський орнітолог Джаред Даймонд виявив місце проживання садороба жовтолобого у горах Фоджа. У грудні 2005 року міжнародна група з одинадцяти вчених із США, Австралії та Індонезії на чолі з Брюсом Білером вирушила у невивчені райони гір Фоджа та зробила перші фотографії птаха.

## Опис
Птах невеликого розміру (24 см завдовжки) з пухнастим і масивним зовнішнім виглядом, округлою головою з коротким, конічним і тонким дзьобом з широкою основою, довгими великими крилами, хвостом середньої довжини, округлим на кінчику. Оперення коричневого кольору, світліше на грудях і животі й темніше на спині. Самці відрізняються від самиць наявністю еректильного чубчика на голові з довгого ниткоподібного пір'я жовтого кольору. Дзьоб і ноги чорнуватого забарвлення, очі натомість коричнево-червонуваті.